# C. Ronald Kahn

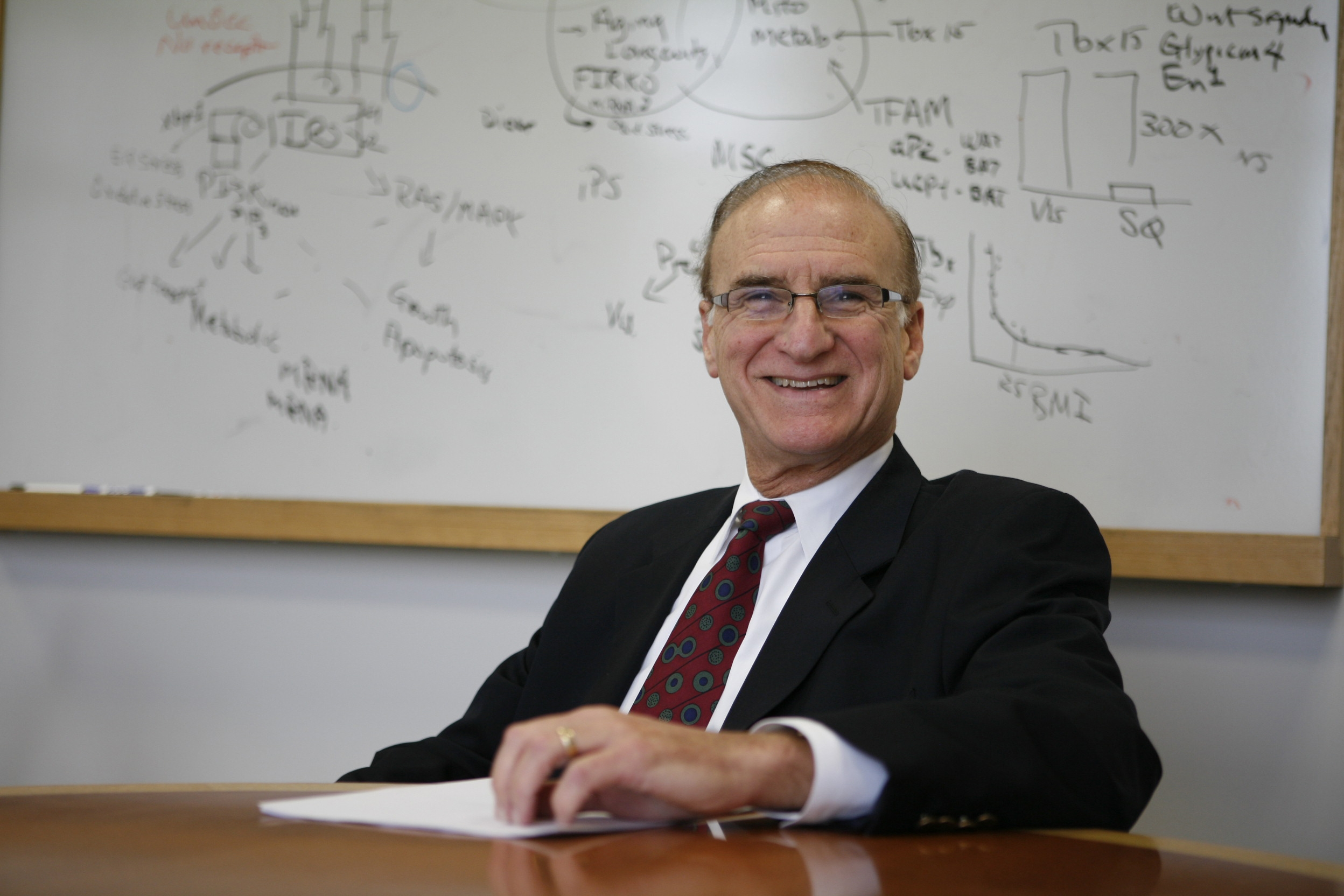
C. Ronald Kahn, 2010

Carl Ronald Kahn (* 14. Januar 1944) ist ein US-amerikanischer Endokrinologe und Diabetes-Forscher am Joslin Diabetes Center. Kahn konnte wesentlich zur Aufklärung der Signalwege des Insulins beitragen.

## Leben
Kahn erwarb 1964 an der University of Louisville einen Bachelor in Chemie und 1968 ebendort einen M.D. als Abschluss des Medizinstudiums. Von 1968 bis 1970 arbeitete er als Assistenzarzt am Barnes Hospital in St. Louis, bevor er von 1970 bis 1973 am National Institute of Arthritis, Metabolism and Digestive Diseases, einer Einrichtung der National Institutes of Health (NIH) in Bethesda, Maryland, als klinischer Forschungsassistent tätig war. 1973 erwarb er die Anerkennung als Facharzt für Innere Medizin und für Endokrinologie. Zwischen 1972 und 1981 war er im National Institutes of Health Clinical Center als Arzt tätig, bevor er 1981 als Chefarzt der Abteilung für Diabetes und Stoffwechselkrankheiten an das Brigham and Women’s Hospital in Boston wechselte. Diese Position behielt Kahn bis 1991, ab 1992 war er dort Oberarzt (Senior Physician). Ab 1981 war er zusätzlich am New England Deaconess Hospital (seit 1996 Beth Israel Deaconess Hospital) tätig, ab 1985 am Joslin Diabetes Center, beide ebenfalls in Boston. 1984 erwarb Kahn an der University of Louisville noch einen Master in Chemie.
Neben seiner ärztlichen Tätigkeit ist Kahn seit 1980 universitär eingebunden. 1980/1981 war er Dozent (Adjunct Professor) für Genetik an der George Washington University. 1981 erhielt er eine erste Professur (Associate Professor) für Innere Medizin an der Harvard University Medical School, 1984 erhielt er ebendort eine ordentliche Professur, die er bis heute innehat, seit 1986 als Mary K. Iacocca Professor of Medicine.

## Wirken
Kahns Arbeitsgruppe befasst sich mit der Wirkungsweise des Insulins beim Gesunden, bei Diabetes mellitus und bei Insulinresistenz. Sie konnte den Insulinrezeptor als Tyrosinkinase identifizieren und verschiedene seiner Substrate und deren intrazelluläre Stoffwechselpartner identifizieren und klonieren. Sie untersuchte die zugrundeliegenden physiologischen und pathophysiologischen Mechanismen von Adipositas, der Wachstumsfaktoren oder anderer Formen der Zellregulation und inwiefern diese bei Diabetes mellitus verändert sind. Neben klinischen Untersuchungen am Patienten dienen Zellkulturen, transgene Mäuse und Knockout-Mäuse als Modellorganismen. Weitere Arbeiten von Kahn und Mitarbeitern befassen sich mit der Genetik des Diabetes mellitus Typ 2 und ihrer Interaktion mit der Umwelt.

## Auszeichnungen (Auswahl)
- 1984 Ehrendoktorat der University of Louisville
- 1990 Ehrendoktorat der Universität Pierre und Marie Curie
- 1991 Mitglied der American Academy of Arts and Sciences[1]
- 1993 Banting-Medaille[2]
- 1995 Fellow der American Association for the Advancement of Science
- 1999 Mitglied der National Academy of Sciences[3]
- 2000 Fred Conrad Koch Award
- 2000 Ehrendoktorat der Universität Genf
- 2001 Rolf Luft Award
- 2008 Ehrendoktorat der Universität Kopenhagen
- 2008 Manpei Suzuki International Prize for Diabetes Research[4]
- 2012 Ehrendoktorat der Washington University in St. Louis
- 2015 Endocrine Regulation Prize
- 2016 Wolf-Preis für Medizin
- 2019 George M. Kober Medal